# Baptisten in Grenada
Baptisten in Grenada gibt es seit den 1970er Jahren. Die meisten Baptisten des karibischen Inselstaates sind in der Grenada Baptist Convention (früher Grenada Baptist Association) zusammengeschlossen. Daneben existieren einige unabhängige Baptistengemeinden. Bei den sogenannten Spiritual Baptists, die zu Beginn des 20. Jahrhunderts von Trinidad aus eingewandert sind, handelt es sich um eine synkretistischen Religionsgemeinschaft, die – trotz ihres Namens – nicht zur baptistischen Konfessionsfamilie gehört.

## Geschichte
Die baptistische Missionsarbeit in Grenade begann mit dem zu lebenslänglicher Haft verurteilten Mörder Leon Edwards. Er war Insasse des Richmond Hill Jail in St. George’s, der Hauptstadt Grenadas. 1972 hörte er im Radio die Baptist Hour, eine evangelistische Sendung des baptistischen Rundfunks, die damals von Fort Worth in Texas ausgestrahlt wurde. Er bekehrte sich und nahm Kontakt zu führenden Baptisten in Jamaika sowie in den Vereinigten Staaten auf und bat um Entsendung eines Geistlichen nach Grenada. Die Südlichen Baptisten schickten daraufhin ein Fernsehteam nach Grenada, um Edwards’ Geschichte zu verfilmen. Zum Team gehörte der Baptistenprediger J. P. Allen, der als theologischer Berater für die Radio and Television Commission der Südlichen Baptisten arbeitete. Er erhielt von der Gefängnisleitung der Richmond Hill Jail noch vor Beendigung der Filmarbeiten die Erlaubnis, Leon Edwards auf dessen Wunsch hin im Karibischen Meer zu taufen.
Zwei Jahre nach diesen Ereignissen trafen Manget und Elaine Herrin in der Hauptstadt Grenadas ein. Sie waren Mitarbeiter des Foreign Mission Board of the Southern Baptist Convention (FMBSBC) und hatten vorher in Guyana als Missionare gewirkt. Nach einem Heimataufenthalt in den USA war ihnen ein Anschlussisum für ihr Missionsfeld verweigert worden. Gleich nach ihrer Ankunft im Inselstaat nahm das Ehepaar Kontakt zu Leon Edwards auf. Mit ihm und anderen Gefangenen, die sich durch Edwards’ Zeugnis bekehrt hatten, gründeten Manget und Elaine Herrin die erste grenadische Baptistengemeinde. Die Gottesdienste fanden zunächst ausschließlich im Gefängnis statt. Später mietete das Ehepaar ein Geschäftsgebäude in der Stadt. Bei der Einweihung der Ladenkirche erlaubte die Gefängnisleitung die Teilnahme von Häftlingen, allerdings unter Bewachung. 1975 verstarb Leon Edwards in seiner Gefängniszelle an einem Gehirnschlag. Dem Trauergottesdienst, bei dem Manget Herrin die Predigt hielt, wohnten über 30 Gäste bei. Er gilt als der erste öffentliche baptistische Gottesdienst in Grenada. Das Richmond Hill Jail errichtete 1977 in Edwards Zelle sowie im umliegenden Bereich ein gottesdienstliches Zentrum, das dem Andenken Leon Edwards gewidmet ist. Am Umbau und an der Einrichtung des Gottesdienstraumes waren die Häftlinge in großem Maße beteiligt.
Die Bewegung wuchs langsam aber kontinuierlich. Innerhalb weniger Jahre entstanden neben der Gemeinde in St. George’s drei weitere Baptistengemeinden in Grenada mit insgesamt 200 Mitgliedern. Hilfreich bei dieser Entwicklung war auch die Zusammenarbeit mit der jamaikanischen Baptist Missionary Society (JaBMS), vor allem das gemeisasme Radioprogramm, das großen Zuspruch auf der Insel fand.
1981 schlossen sich die grenadischen Gemeinden mit damals 250 Mitgliedern zur Grenada Baptist Association (heute Grenada Baptist Convention) zusammen. 2017 zählte der grenadische Gemeindebund fünf Gemeinden mit 510 Mitgliedern.
Die Grenada Baptist Convention, die zum Baptistischen Weltbund und zu dessen Regionalverband Caribbean Baptist Fellowship gehört, betreibt mehrere sozial-diakonische Einrichtungen, darunter zwei Gesundheitszentren und eine Gefangenenhilfe.
Neben den Gemeinden, die zur Convention gehören, existieren heute auch einige unabhängige Baptistengemeinden, darunter die Happy Hill und die Mama Cannes Independent Baptist Church.